# Campeonato del Mundo de patinaje de velocidad en línea 2019
El Campeonato Mundial de patinaje de velocidad en línea de 2019 tuvo lugar del 7 al 14 de julio de 2019 en Barcelona, España. Las competiciones en la pista y en la calle se llevaron a cabo como parte de los segundos World Roller Games.
Los participantes más exitosos fueron Johana Viveros de Colombia para mujeres y Bart Swings de Bélgica y Edwin Estrada de Colombia para hombres con tres medallas de oro cada uno.

## Resultados

### Séniors

#### Mujeres
| Distancia                   | Oro                                                            | Plata                                          | Bronce                                                     |
| Pista                       | Pista                                                          | Pista                                          | Pista                                                      |
| --------------------------- | -------------------------------------------------------------- | ---------------------------------------------- | ---------------------------------------------------------- |
| 200 m Dual CR               | Geiny Pájaro                                                   | Angi Quintero                                  | Dalia Soberanis                                            |
| 500 m Sprint                | Kerstinck Sarmiento                                            | Mathilde Pédronno                              | Yue-Chi Peng                                               |
| 1.000 m Sprint              | Mareike Thum                                                   | Luz Karime Garzón                              | Liu-Hsuan Liu                                              |
| 10.000 m Puntos/Eliminación | Johana Viveros                                                 | Francesca Lollobrigida                         | Yi-Hsuan Liu                                               |
| 10.000 m Eliminación        | Luz Karime Garzón                                              | Ho-Chen Yang                                   | Mareike Thum                                               |
| 3.000 m Relevos             | Colombia · Gabriela Rueda · Johana Viveros · Luz Karime Garzón | Corea del Sur Yi Seul An Jin-Seon Lim Seul Lee | Francia Marine Lefeuvre Clemence Halbout Mathilde Pedronno |
| Ruta                        |                                                                |                                                |                                                            |
| 100 m Sprint                | Geiny Pájaro                                                   | Ying-Chu Chen                                  | Andrea Cañon                                               |
| 1 Vuelta                    | Andrea Cañon                                                   | Kerstinck Sarmiento                            | Sandrine Tas                                               |
| 10.000 m Puntos             | Johana Viveros                                                 | Laura Gómez                                    | Garam Yu                                                   |
| 15.000 m Eliminación        | Francesca Lollobrigida                                         | Johana Viveros                                 | Ho-Chen Yang                                               |
| Larga distancia             |                                                                |                                                |                                                            |
| 42.195 m Marathon           | Francesca Lollobrigida                                         | Johana Viveros                                 | Sabine Berg                                                |

#### Hombres
| Distancia                   | Oro                                                    | Plata                                                  | Bronce                                            |
| Pista                       | Pista                                                  | Pista                                                  | Pista                                             |
| --------------------------- | ------------------------------------------------------ | ------------------------------------------------------ | ------------------------------------------------- |
| 200 m Dual CR               | MARCELO RENGIFO                                        | Simon Albrecht                                         | Jorge Martínez                                    |
| 500 m Sprint                | JOSE CARLOS ROJAS                                      | Edwin Estrada                                          | Ricardo Verdugo                                   |
| 1.000 m Sprint              | Bart Swings                                            | Duccio Marsili                                         | Andrés Jiménez                                    |
| 10.000 m Puntos/Eliminación | Bart Swings                                            | Alex Cujavante                                         | Daniel Niero                                      |
| 10.000 m Eliminación        | Alex Cujavante                                         | Bart Swings                                            | Daniel Niero                                      |
| 3.000 m Relevos             | Colombia · Andrés Jiménez · Óscar Cobo · Edwin Estrada | Francia Nolan Beddiaf Gwendal Le Pivert Elton De Souza | Bélgica · Indra Médard · Tim Sibiet · Bart Swings |
| Ruta                        |                                                        |                                                        |                                                   |
| 100 m Sprint                | Daniel Greig                                           | Jorge Luís Martínez                                    | Simon Albrecht                                    |
| 1 Vuelta                    | Marcelo Rengifo                                        | Gwendal Le Pivert                                      | Pedro Causil                                      |
| 10.000 m Puntos             | Yan-Cheng Chen                                         | Timothy Loubineaud                                     | Bart Swings                                       |
| Senior 15.000 m Eliminación | Bart Swings                                            | Óscar Cobo                                             | Nolan Beddiaf                                     |
| Larga distancia             |                                                        |                                                        |                                                   |
| 42.195 m Marathon           | Nolan Beddiaf                                          | Bart Swings                                            | Felix Rijhnen                                     |

### Júniors

#### Mujeres
| Distancia                   | Oro                                             | Plata                                                           | Bronce                                                   |
| Pista                       | Pista                                           | Pista                                                           | Pista                                                    |
| --------------------------- | ----------------------------------------------- | --------------------------------------------------------------- | -------------------------------------------------------- |
| 200 m Dual CR               | Nerea Langa                                     | Valeria Rodríguez                                               | Alejandra Muñoz                                          |
| 500 m Sprint                | Nerea Langa                                     | Valeria Rodríguez                                               | María Arias                                              |
| 1.000 m Sprint              | María José Porto                                | Nerea Langa                                                     | Giorgia Valanzano                                        |
| 10.000 m Puntos/Eliminación | María José Quiróz                               | Bente Kerkhoff                                                  | Jiyun Mun                                                |
| 10.000 m Eliminación        | Corinne Stoddard                                | María José Quiróz                                               | Giorgia Valanzano                                        |
| 3.000 m Relevos             | Corea del Sur Yerim Lee Gyeongseo Kim Jiyun Mun | España · Nerea Langa · Valentina Mendoza · Luisa María González | Francia Alison Bernardi Honorie Barrault Manon Fraboulet |
| Ruta                        |                                                 |                                                                 |                                                          |
| 100 m Sprint                | Sheila Muñoz                                    | Almudena Blanco                                                 | Valeria Rodríguez                                        |
| 1 Vuelta                    | Asja Varani                                     | Nerea Langa                                                     | María Arias                                              |
| 10.000 m Puntos             | María José Quiróz                               | Corinne Stoddard                                                | Giorgia Valanzano                                        |
| 15.000 m Eliminación        | Giorgia Valanzano                               | María José Quiróz                                               | Laura Peveri                                             |

#### Hombres
| Distancia                   | Oro                                                         | Plata                                                   | Bronce                                         |
| Pista                       | Pista                                                       | Pista                                                   | Pista                                          |
| --------------------------- | ----------------------------------------------------------- | ------------------------------------------------------- | ---------------------------------------------- |
| 200 m Dual CR               | Salomón Carballo                                            | Jian-You Lin                                            | Nil Llop                                       |
| 500 m Sprint                | Nil Llop                                                    | Li-Yang Kuo                                             | Timo Lehnertz                                  |
| 1.000 m Sprint              | Zhenhai Zhang                                               | Elia Fasolo                                             | Jason Suttels                                  |
| 10.000 m Puntos/Eliminación | Jason Suttels                                               | Inho Choi                                               | Raúl Ramírez                                   |
| 10.000 m Eliminación        | Jason Suttels                                               | Raúl Ramírez                                            | Gabriele Cannoni                               |
| 3.000 m Relevos             | Colombia · Adrián Mendoza · Raúl Ramírez · Salomón Carballo | Italia · Filippo Scotto · Omero Tafi · Gabriele Cannoni | Corea del Sur Sangwoo Sim Inho Choi Junbeen An |
| Ruta                        |                                                             |                                                         |                                                |
| 100 m Sprint                | Sabien Tinson                                               | Iván Galar                                              | Yian-You Lin                                   |
| 1 Vuelta                    | Sabien Tinson                                               | Nil Llop                                                | Wei-Lun Wang                                   |
| 10.000 m Puntos             | Jason Suttels                                               | Raúl Ramírez                                            | Matteo Barinson                                |
| 15.000 m Eliminación        | Juan Jacobo Mantilla                                        | Raúl Ramírez                                            | Gabriele Cannoni                               |

## Medallero
| Pos. | País          | Oro | Plata | Bronce | Total |
| ---- | ------------- | --- | ----- | ------ | ----- |
| 1.º  | Colombia      | 20  | 16    | 6      | 42    |
| 2.º  | Bélgica       | 6   | 2     | 4      | 12    |
| 3.º  | Italia        | 4   | 4     | 9      | 17    |
| 4.º  | España        | 3   | 6     | 1      | 10    |
| 5.º  | Venezuela     | 3   | 1     | 0      | 4     |
| 6.º  | China Taipéi  | 1   | 4     | 6      | 11    |
| 7.º  | Francia       | 1   | 4     | 3      | 8     |
| 8.º  | Corea del Sur | 1   | 2     | 3      | 6     |
| 9.º  | Alemania      | 1   | 1     | 5      | 7     |
| 10.º | Australia     | 1   | 0     | 0      | 1     |
| 10.º | China         | 1   | 0     | 0      | 1     |
| 12.º | México        | 0   | 1     | 1      | 2     |
| 13.º | Países Bajos  | 0   | 1     | 0      | 1     |
| 14.º | Ecuador       | 0   | 0     | 2      | 2     |
| 15.º | Chile         | 0   | 0     | 1      | 1     |
| 15.º | Guatemala     | 0   | 0     | 1      | 1     |

| Pos. | País          | Oro | Plata | Bronce | Total |
| ---- | ------------- | --- | ----- | ------ | ----- |
| 1.º  | Colombia      | 13  | 9     | 3      | 25    |
| 2.º  | Bélgica       | 3   | 2     | 3      | 8     |
| 3.º  | Italia        | 2   | 2     | 2      | 6     |
| 4.º  | Francia       | 1   | 4     | 2      | 7     |
| 5.º  | China Taipéi  | 1   | 2     | 4      | 7     |
| 6.º  | Alemania      | 1   | 1     | 4      | 6     |
| 7.º  | Australia     | 1   | 0     | 0      | 1     |
| 8.º  | Corea del Sur | 0   | 1     | 1      | 2     |
| 8.º  | México        | 0   | 1     | 1      | 2     |
| 10.º | Chile         | 0   | 0     | 1      | 1     |
| 10.º | Guatemala     | 0   | 0     | 1      | 1     |

| Pos. | País           | Oro | Plata | Bronce | Total |
| ---- | -------------- | --- | ----- | ------ | ----- |
| 1.º  | Colombia       | 7   | 7     | 3      | 17    |
| 2.º  | España         | 3   | 6     | 1      | 10    |
| 3.º  | Estados Unidos | 3   | 1     | 0      | 4     |
| 4.º  | Bélgica        | 3   | 0     | 1      | 4     |
| 5.º  | Italia         | 2   | 2     | 7      | 11    |
| 6.º  | Corea del Sur  | 1   | 1     | 2      | 4     |
| 7.º  | China          | 1   | 0     | 0      | 1     |
| 8.º  | China Taipéi   | 0   | 2     | 2      | 4     |
| 9.º  | Países Bajos   | 0   | 1     | 0      | 1     |
| 10.º | Ecuador        | 0   | 0     | 2      | 2     |
| 11.º | Alemania       | 0   | 0     | 1      | 1     |
| 11.º | Francia        | 0   | 0     | 1      | 1     |